# Montequinto (métro de Séville)
Montequinto est une station de la ligne 1 du métro de Séville. Elle est située sous l'avenue de Montequinto, dans le quartier de Quinto, à Dos Hermanas, en Andalousie.

## Situation sur le réseau

Plan du réseau.

Établie en souterrain, Montequinto est une station de passage de la ligne 1. Elle est située en zone tarifaire 2, après Condequinto, en direction du terminus est de Ciudad Expo, et avant Europa, en direction du terminus sud-ouest d'Olivar de Quintos.
Elle comprend les deux voies de la ligne, encadrant un quai central équipé de portes palières.

## Histoire
La station ouvre au public le 23 novembre 2009, sept mois après l'inauguration de la ligne 1.

## Services aux voyageurs

### Accès et accueil
L'accès à la station s'effectue par un bâtiment vitré, situé sur l'avenue de Montequinto, entièrement accessible.

### Desserte
Montequinto est desservie par les rames CAF Urbos II qui circulent sur la ligne 1 du métro de Séville.